# Орешники (Удмуртия)
Оре́шники — починок в Завьяловском районе Удмуртии, входит в состав Казмасского сельского поселения.

## География
Починок находится на расстоянии 13 км к востоку от села Завьялово, административного центра района, и 25 км к юго-востоку от города Ижевск, столицы республики.

### Часовой пояс
Починок Орешники, как и вся Удмуртия, находится в часовой зоне МСК+1. Смещение применяемого времени относительно UTC составляет +4:00.

## Население
| 2010 | 2012 |
| ---- | ---- |
| 29   | ↘25  |